# 大堡子鎮
大堡子鎮（だいほしちん）は中華人民共和国湖南省懐化市靖州ミャオ族トン族自治県の鎮。

## 行政区画
- 大堡子社区
- 堡子村
- 防江村
- 上河村
- 梅子村
- 塘款村
- 岩湾村
- 牛場村
- 同楽村
- 江沖村
- 大木村
- 陽家村
- 木塘村
- 黄潭村
- 岩寨村
- 苗沖村
- 三江村
- 前進村

## 歴史
1994年、大堡子鎮に昇格。

## 地理
大堡子鎮は靖州ミャオ族トン族自治県西北部に位置し、西北は貴州省天柱県と、東北は会同県と、東南は坳上鎮と、西及び西南は貴州省錦屏県と、南は三鍬郷とそれぞれ接している。
- 河川：広坪河
- 山：五朶梅（801メートル）